# Cerralbo
Cerralbo település Spanyolországban, Salamanca tartományban. Cerralbo Yecla de Yeltes, Bogajo, Fuenteliante, Olmedo de Camaces, Bermellar, Saldeana, Villasbuenas, Encinasola de los Comendadores és Guadramiro községekkel határos. Lakosainak száma 111 fő (2024).

## Népesség
A település népessége az elmúlt években az alábbi módon változott:
| Lakosok száma | 254  | 236  | 228  | 223  | 195  | 175  | 160  | 146  | 126  | 111  |
|               | 2001 | 2004 | 2007 | 2009 | 2012 | 2014 | 2017 | 2019 | 2022 | 2024 |